# Гюллач
Гюллач (произносится [ɟylˈlatʃ]) — турецкий десерт, приготовленный из молока, граната и особого вида теста. Его употребляют особенно во время Рамадана .
Некоторые считают Гюллача источником пахлавы. Между этими двумя десертами много общего, например, использование тонких слоёв теста и орехов между ними. Тесто для гюллача обычно готовят из кукурузного крахмала и пшеничной муки, хотя изначально оно готовилось только из пшеничного крахмала. Гюллач содержит грецкие орехи между слоями, которые кладут в молоко.

## История
Его первое известное упоминание содержится в книге XIV века Иньшань Чжэньяо (飮膳正要), руководство по питанию и здоровью, написанное Ху Сыхуэй (忽思慧), врачом монгольского двора династии Юань. Книга документирует в основном монгольские и тюркские блюда, которые демонстрируют ограниченное влияние Китая.
Гюллач использовался для приготовления Güllaç Lokması и Güllaç Baklavası, старых турецких десертов, приготовленных во времена Османской империи в Турции.
На кухнях дворца Топкапы гюллач впервые приготовили в конце XV века.

## Современность
В настоящее время в Турции ежегодно производится около 250 тонн этого десерта, причём 85 % потребления приходится именно на время Рамазана.

## Этимология
Считается, что турецкое «güllaç» заимствовано из персидского слова گلانج (gulanc). Самое раннее упоминание этого слова в тюркском языке датируется 1477 годом. Впервые он упоминается в персидско-турецком словаре tr .

## Технология
Ингредиенты доступны, но приготовление требует определённых навыков:
В богатых домах старого Стамбула всегда было несколько поваров, которые специализировались на определённых блюдах, таких как жаркое, бёреки, десерты или блюда из овощей. Однако приготовление Гюллача, требующее особо умелых рук, было поручено хозяйке дома. Поэтому Гюллачу уделялось особое внимание, потому что все знали, что его приготовила хозяйка дома"
Требуемые тонкие листы риса, приготовленные из рисовой муки, крахмала и воды, в наши дни почти всегда покупаются готовыми, так что приготовление в современном домашнем хозяйстве значительно упрощено. В основном рецепте мёд или сахар кипятят в горячем молоке и ароматизируют розовой водой. Листы риса, которые также называют гюллач , замачивают в молоке и посыпают измельчёнными грецкими орехами. Замоченные листья либо кладут друг на друга слоями, как пахлава, либо скручивают по отдельности и украшают зёрнами граната.
Возможны разные варианты, например, начинки из сухофруктов, рубленых орехов, кремов или тёртых яблок. Вместо розовой воды блюдо иногда приправляют ванилью .